# Малінник
Малінник (пол. Malinnik, нім. Amalienruh) — село в Польщі, у гміні Міломлин Острудського повіту Вармінсько-Мазурського воєводства.
Населення — 106 осіб (2011).
У 1975-1998 роках село належало до Ольштинського воєводства.

## Демографія
Демографічна структура станом на 31 березня 2011 року:
|          | Загалом | Допрацездатний вік | Працездатний вік | Постпрацездатний вік |
| -------- | ------- | ------------------ | ---------------- | -------------------- |
| Чоловіки | 55      | 20                 | 32               | 3                    |
| Жінки    | 51      | 13                 | 30               | 8                    |
| Разом    | 106     | 33                 | 62               | 11                   |